# Paul Peterich
Paul Friedrich Gustav Peterich, né le 1er février 1864 à Schwartau et mort le 22 septembre 1937 à Rotterdam, est un sculpteur allemand.

## Biographie

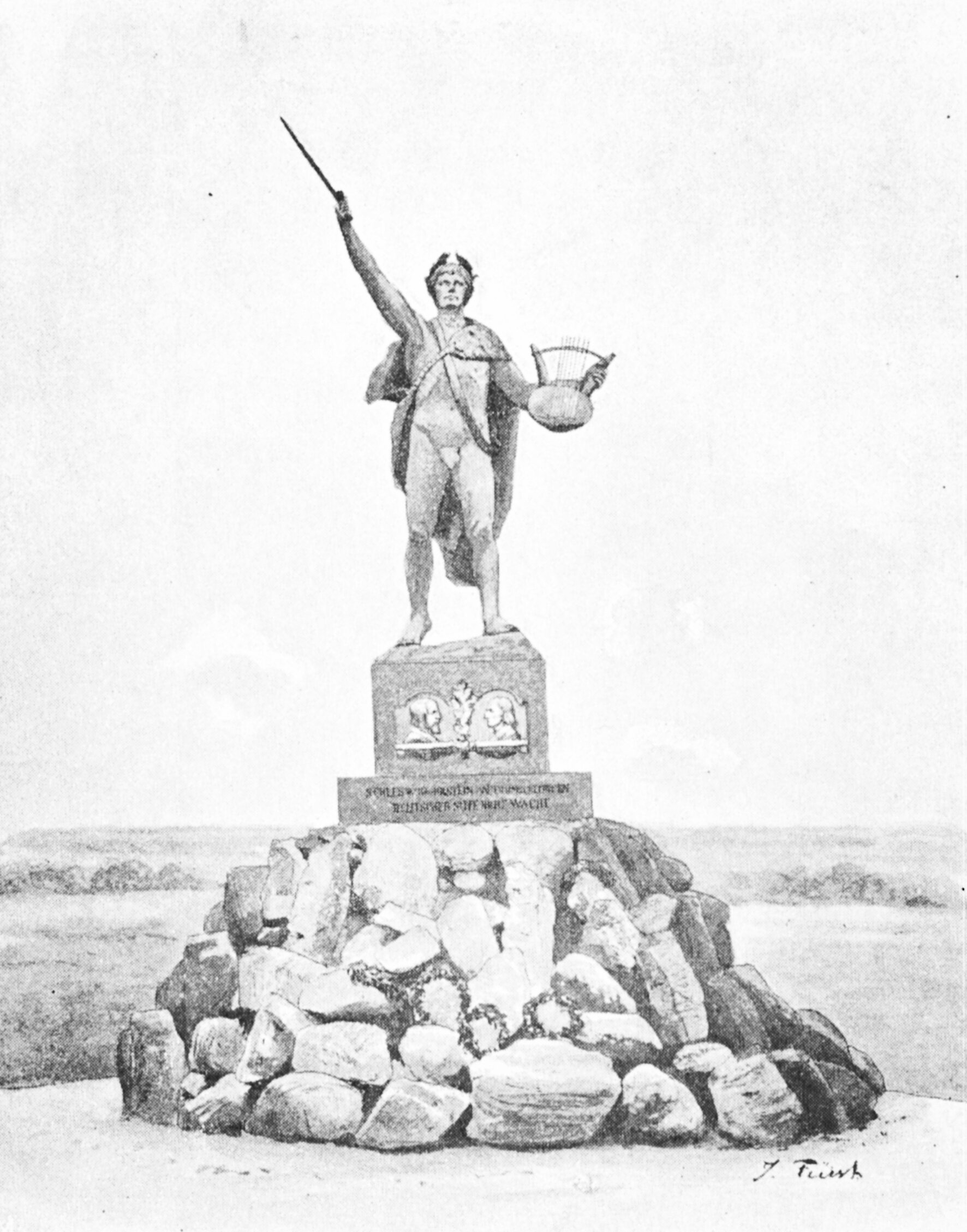
Monument à Chemnitz et Bellmann (Schleswig)

Paul Peterich est le fils d'un maître-tourneur de Bad Schwartau qui faisait alors partie de la principauté de Lübeck. Après la fin de sa scolarité, il apprend en 1881 le métier de tourneur auprès de son père. Il obtient en 1884 une bourse du grand-duc d'Oldenbourg pour entrer à l'école des arts décoratifs de Hambourg, puis à l'école de l'académie des beaux-arts de Berlin. Il commence à se faire connaître en 1887, grâce à son monument en l'honneur de Carl Maria von Weber érigé à Eutin, et en 1890, grâce à son monument érigé en mémoire de Reventlou (de) et Beseler (de) à Schleswig. Il reçoit en 1894 la commande d'un monument à la mémoire de Matthäus Friedrich Chemnitz et de Carl Gottlieb Bellmann, créateurs de l'hymne du Schleswig-Holstein, à Schleswig.
Après un voyage en Europe et surtout en Italie et son premier mariage en 1899, il est appelé à Rastede par le grand-duc d'Oldenbourg et y reçoit le titre de professeur. En 1907, il s'installe à Florence pour sculpter sur marbre. Il fréquente au début de la Première Guerre mondiale le groupe d'artistes qui se réunit à Hellerau près de Dresde. Il s'installe après sa séparation et son second mariage à Capri en 1922, puis de nouveau à Florence en 1927 et enfin aux Pays-Bas en 1934, où il meurt trois ans plus tard.
Il est le père de l'écrivain Eckart Peterich (de) (1900-1968).

## Œuvre

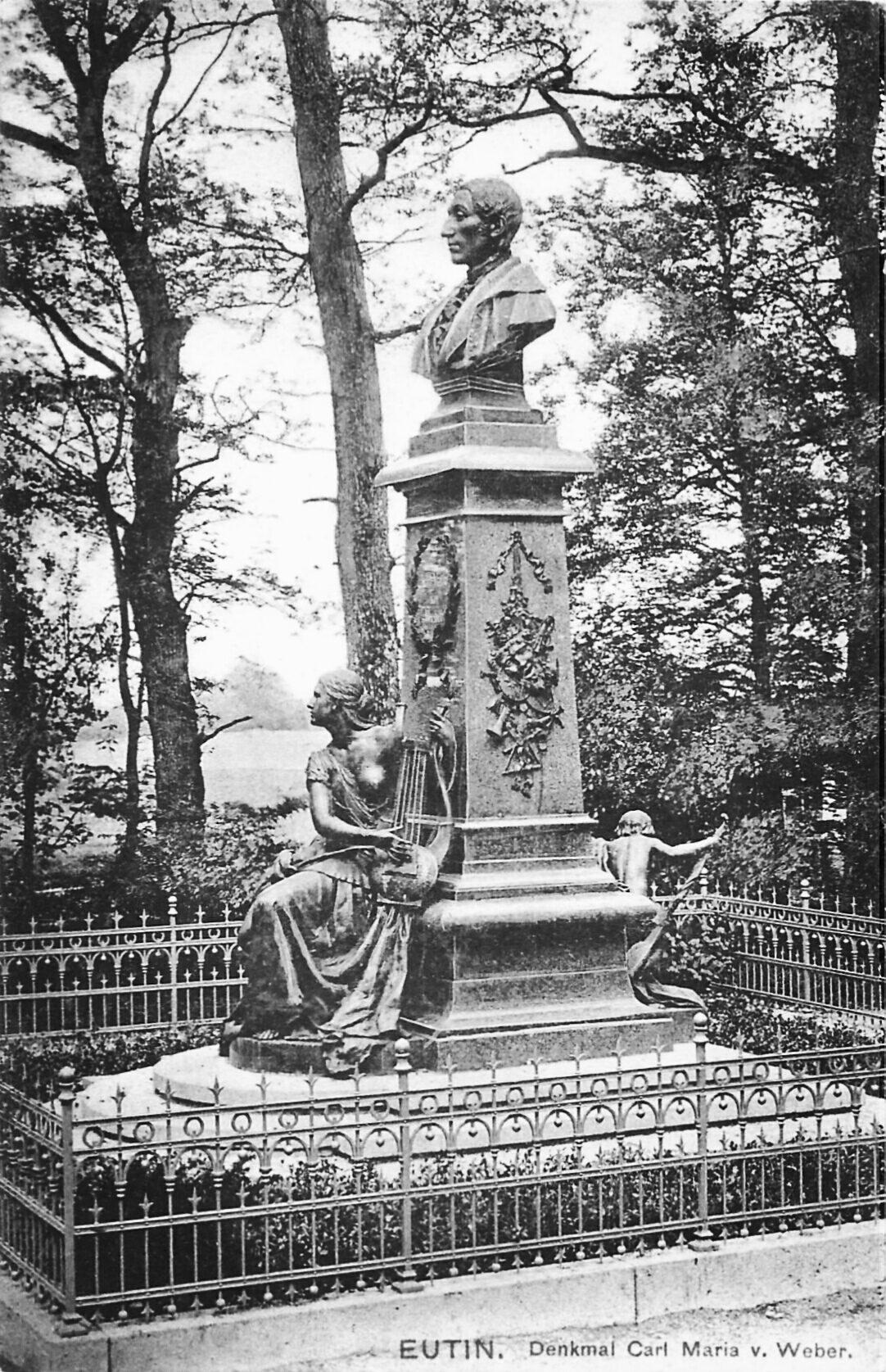
Buste de Carl Maria von Weber à Eutin

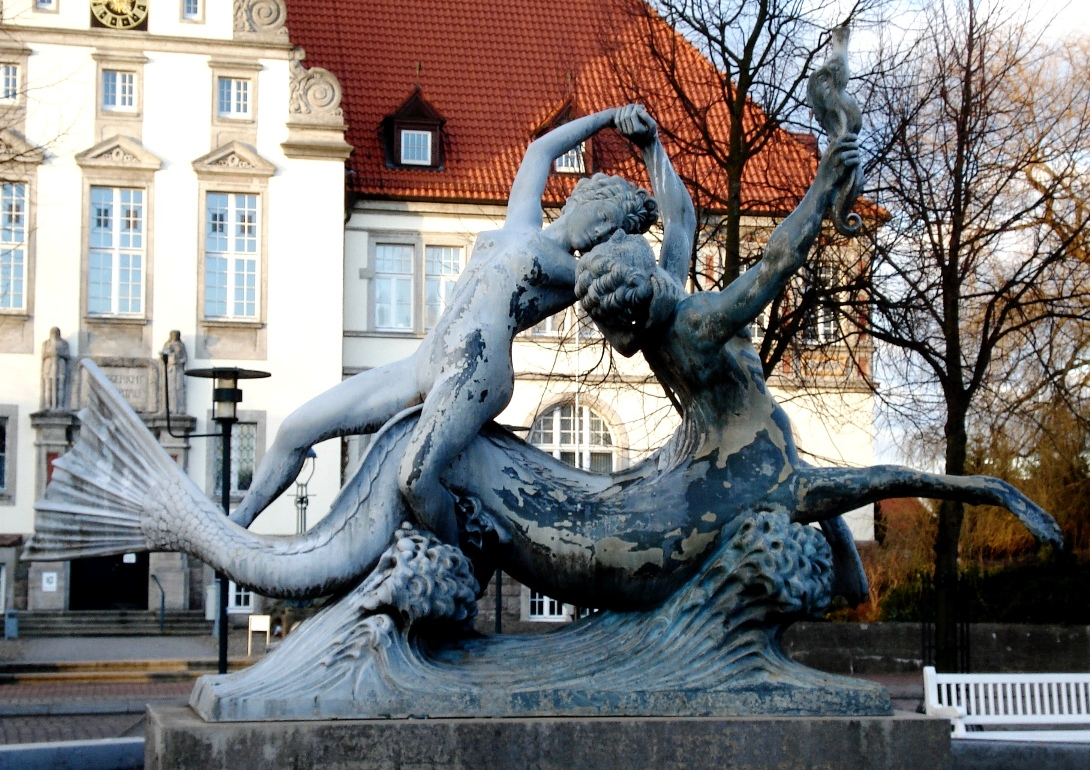
Le Jeu des vagues à Bad Schwartau (1912)

Peterich était un artiste prolifique, mais du fait des destructions de la Seconde Guerre mondiale et des statues de bronze qui ont été fondues pour les besoins de la guerre, une grande partie de son œuvre a disparu. Certaines sont visibles dans des musées et dans l'espace public.
Le musée de la ville de Bad Schwartau présente son Garçon debout, ainsi que des œuvres de jeunesse comme la fleur de bois grâce à laquelle il a obtenu son titre de compagnon tourneur, ou bien la statue de La Mère, un modèle de La Résurrection du fils de la veuve de Naïm, et les sculptures intitulées Madone et Après le bain.
Du monument à la mémoire de Weber inauguré en 1890 ne demeure que le buste du musicien sur une colonne; la statue de Polymnie a disparu. De celui de Reventlou et Beseger ne subsiste que l'obélisque.
On trouve au musée d'art et d'histoire de l'art de Basse-Saxe, au château d'Oldenbourg (de), une Médée (1903), une Garde de nuit (1905-1907) et une statue de fontaine Garçonnet au poisson ; tandis que dans les collections de la Nationalgalerie de Berlin, on trouve un Garçon rêveur (1909).
Son groupe sculpté (1912) pour la fontaine de Bad Schwartau Le Jeu des vagues qui représente un triton et une néréide a été offert par l'artiste à sa ville natale. Il a été fondu en 1943 et reconstitué en 1997 pour la place du marché. Peterich est également l'auteur d'un Ange de fontaine (1918) pour le musée Karl-May de Radebeul et du buste de la sépulture de Sascha Schneider au cimetière de Loschwitz.